# Heteropoda renibulbis
Heteropoda renibulbis là một loài nhện trong họ Sparassidae.
Loài này thuộc chi Heteropoda. Heteropoda renibulbis được Hugh Davies miêu tả năm 1994.